# Evangelische Kirche Vierbach

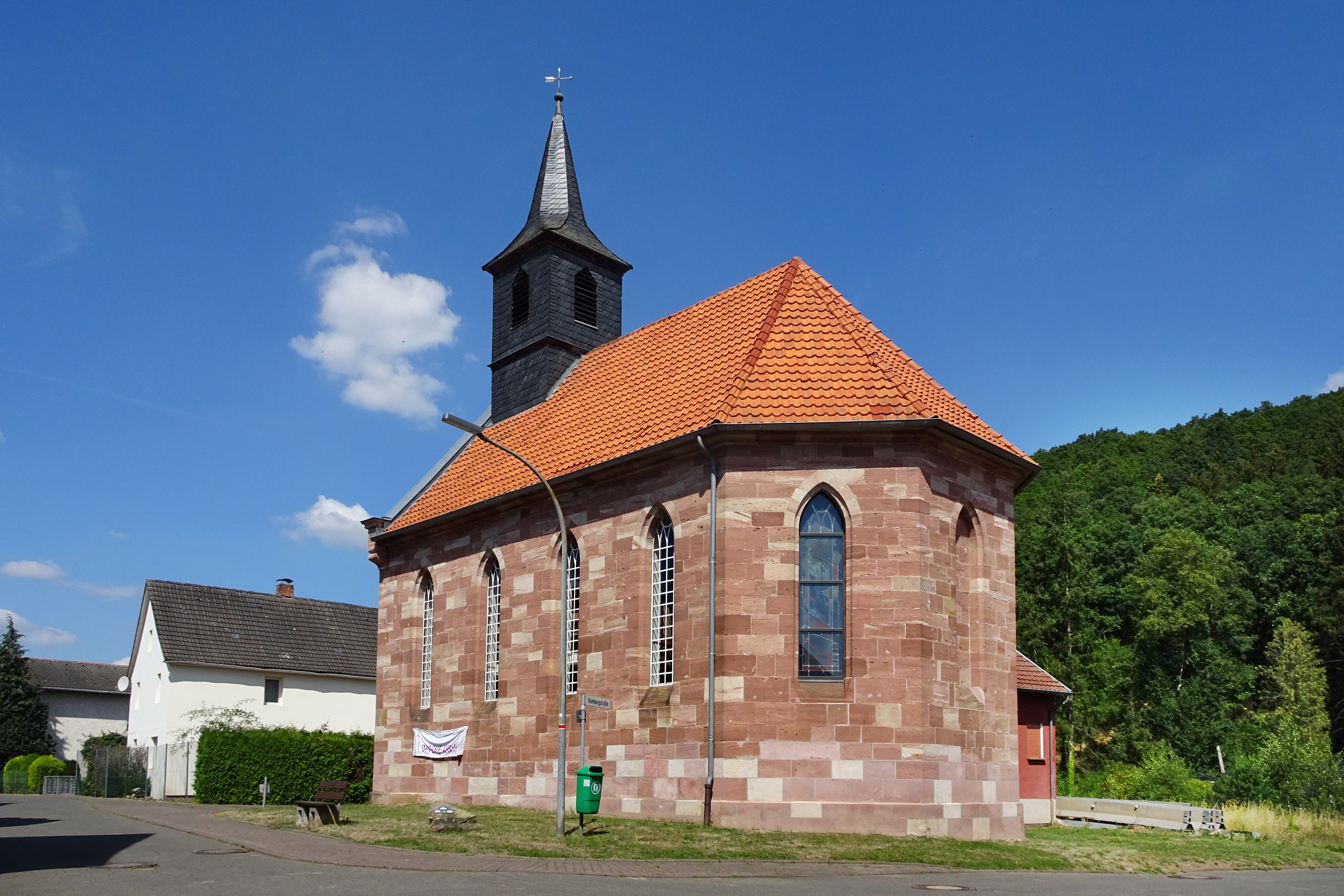
Die Evangelische Kirche Vierbach von Südosten

Die um die Mitte des 19. Jahrhunderts entstandene Evangelische Kirche Vierbach ist ein denkmalgeschütztes Gebäude im Ortsteil Vierbach der Gemeinde Wehretal im nordhessischen Werra-Meißner-Kreis. Die Kirchengemeinde Vierbach bildet mit den Gemeinden Langenhain und Oetmannshausen das Kirchspiel Oetmannshausen. In Oetmannshausen befindet sich auch das Pfarrhaus. Das Kirchspiel gehört zum Kirchenkreis Werra-Meißner, innerhalb der Evangelischen Kirche von Kurhessen-Waldeck im Sprengel Kassel.

Im Rahmen eines Gottesdienstes weihte im Juli 2022 die Kirchengemeinde ihr Gotteshaus als Radwegekirche ein. Als „gelebte Gastfreundschaft am Wegesrand“ ist das Gebäude im Sommer tagsüber frei zugänglich.

## Geschichte
Das schlichte Gebäude wurde im Jahr 1863 als Pfarrkirche von Wipperode mit einem Mauerwerk aus Sandsteinen errichtet, auf einer Stelle, an der auch schon vorher eine Kirche gestanden haben soll. Wipperode wurde zum ersten Mal als Wic(h)braterod in einer Urkunde aus dem Jahr 980 erwähnt, als ein gewisser Ertag dem Stift Fulda das Dorf übergab. Durch die Zusammenlegung von Wipperode mit dem westlich angrenzenden Ort Bernsdorf im Jahr 1936 wurde das langgezogene Straßendorf Vierbach gebildet, das 1971 an die Gemeinde Reichensachsen angeschlossen und zum Ortsteil von Wehretal wurde. Die Kirche des ehemaligen Wipperode wurde nun zum Gotteshaus für die Vierbacher Gemeinde, während die kleine ehemalige Pfarrkirche von Bernsdorf in den 1930er Jahren entweiht und als Lagerschuppen genutzt wurde, bevor in den 2010er Jahren die neuen Besitzer begannen, sie zu einer Art Loftwohnung umzubauen.

## Kirchengebäude

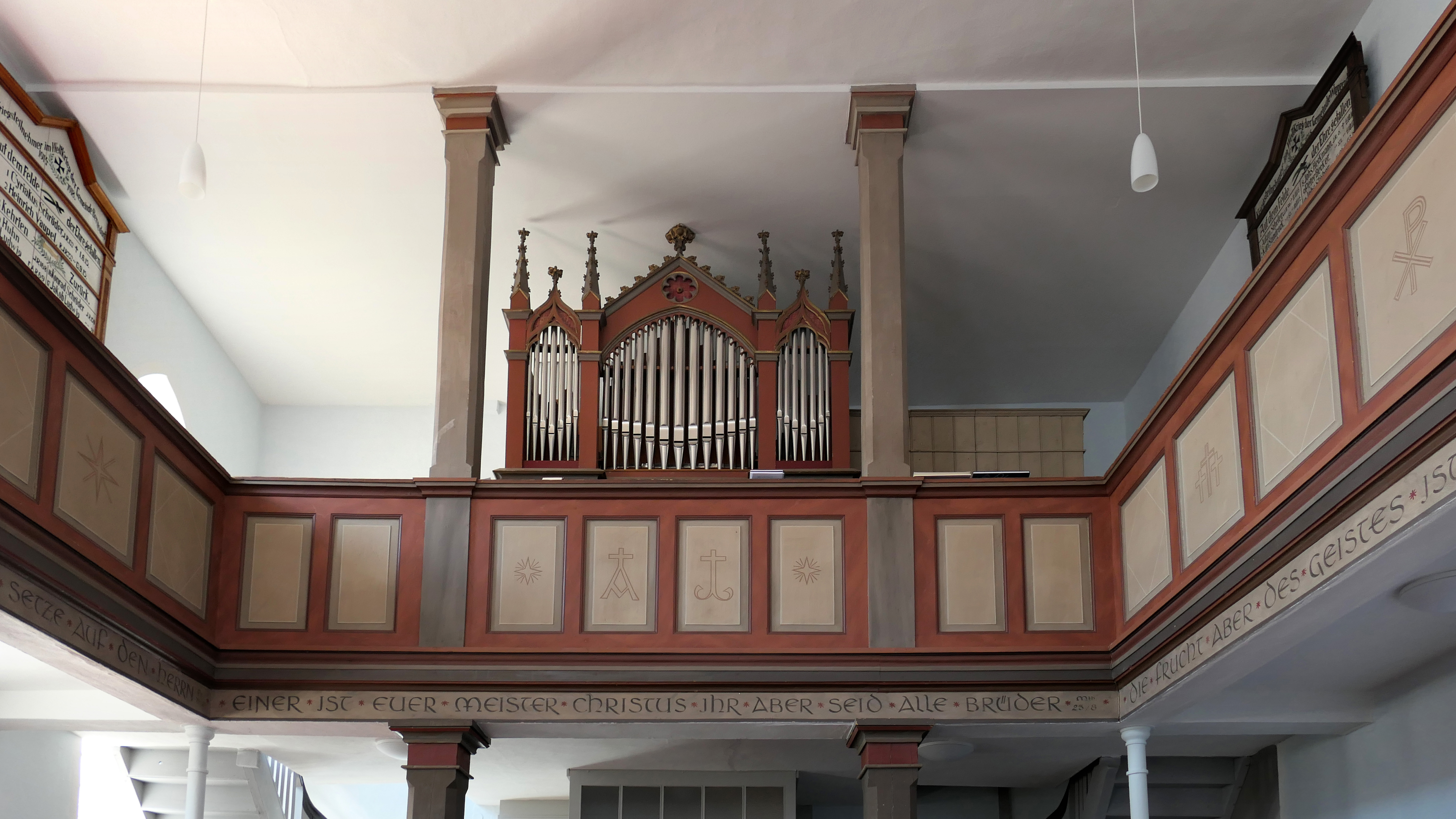
Die Empore mit der Orgel über der Eingangstür zum Kirchenraum

Das Äußere der Vierbacher Kirche prägen die Sandsteinquader des Mauerwerks, der verschieferte Dachreiter sowie die hohen Spitzbogenfenster, die das Gebäude gliedern. Im Kircheninneren dominieren die umlaufende Empore, die auf dünnen Eisenstützen aufsitzt und die beiden Fenster, die den Altar flankieren. Als bemerkenswert angesehen werden das im Chor befindliche Grabmal des Freiherren Hartmann von Eschwege (1706–1766) sowie die Orgel in neogotischem Prospekt.

## Fenster
Die beiden Buntglasfenster im Altarraum, die im Jahr 2000 eingebaut wurden, gelten als besondere Schmuckstücke der Dorfkirche. Gestaltet wurden sie von der Künstlerin Susanne Precht aus dem südthüringischen Lauscha, die kunsthandwerkliche Ausführung erfolgte durch die Derix Glasstudios Taunusstein. Mit dem Ziel, in dem historischen Gebäude eine zeitgemäße figürliche Gestaltung angemessen umzusetzen, entstanden Glasbilder zum Thema der Dreieinigkeit. Im linken Fenster ist der jugendlichen Christus mit geneigtem Haupt abgebildet, der Hoffnung und Vertrauen in die Zukunft verkörpern soll. Das rechte Fenster zeigt mehrere Textbotschaften, über den Heilige Geist vor einem hellen Himmelsleuchten schwebt. Auf beiden Seiten sind die Bibelverse nur fragmentarisch eingearbeitet. Sie sollen nicht unbedingt lesbar sein, sondern lediglich einen Hinweis geben.

## Denkmalschutz
Wegen ihrer geschichtlichen, künstlerischen und städtebaulichen Bedeutung wird die Kirche als ein Kulturdenkmal geschützt. Im Denkmalverzeichnis des Landes Hessen hat sie die Nummer 39200.